# Ханзаде-султан
Ханзаде́-султа́н (тур. Hanzade Sultan; 1609, Стамбул — 23 сентября 1650, там же) — четвёртая дочь султана Ахмеда I.

## Биография
Ханзаде-султан родилась в 1609 году в Стамбуле в семье османского султана Ахмеда I. Матерью Ханзаде различные источники называют как Кёсем-султан, так и Махфируз Хадидже-султан.
В сентябре 1623 года Ханзаде вышла замуж за будущего великого визиря Байрама-пашу; этот брак был необычным для того времени, поскольку титул визиря Байрам-паша получил только в 1628 году. Отношения между супругами были тёплыми и брак продлился вплоть до смерти Байрама-паши 26 августа 1638 года. Пять лет после смерти супруга Ханзаде оставалась вдовой и в 1643 году она вышла замуж за Наккаш Мустафу-пашу, который пережил Ханзаде на три года.
В декабре 1647 года младший брат Ханзаде, султан Ибрагим I, женился на своей наложнице Хюмашах-султан и конфисковал имущество Ханзаде, а также двух других сестёр, Айше и Фатьмы, и племянницы Исмихан, и подарил его своей новоиспечённой супруге.
Ханзаде-султан скончалась 23 сентября 1650 года в своём доме в Стамбуле и была похоронена в тюрбе Ибрагима I в мечети Ая-Софья.